# Riserva forestale di Ngezi
La riserva forestale di Ngezi (Ngezi Forest Reserve in inglese) è un'area naturale protetta dell'isola di Pemba (Tanzania), che tutela 1440 ettari ricoperti principalmente da foresta primaria.

## Territorio
La riserva si trova all'estremità nordoccidentale dell'isola di Pemba, la seconda più grande isola dell'arcipelago di Zanzibar, in Tanzania.
 
Sorge fra i villaggi di Kiuyu Kwa Manda (a sud), Tondooni, Verani e Makangale (a nord), Msuka (a est) e Kipangani (a ovest); sul versante occidentale si affaccia sul canale di Pemba. 
La riserva fu costituita nel 1959.

## Flora
La riserva comprende aree con diversi tipi di vegetazione, dalla foresta pluviale alla macchia costiera, dalla foresta fluviale alla mangrovia.

Fra le specie vegetali presenti nella foresta pluviale si possono citare Odyendea zimmermanni, Uapaca guineensis, Antiaris toxicaria, Elaeis guineensis, Erythrophloeum suaveolens, Pachystela brevipes, Bombax rhodognaphalon, Quassia undulata e Croton sylvaticus..
 
La foresta fluviale, confinata ad una ristretta fascia di 30–50 m a margine dei corsi d'acqua, è caratterizzata da Barringtonia racemosa e Samadera indica; in talune aree assume un aspetto paludoso, con presenza di 
Raphia spp. e Anthocleista spp..

La macchia costiera, ristretta alla penisola di Tondooni è dominata da Sorindeia madagascariensis e Diospyros consolatae, a cui si associano Tamarindus indica, Afzelia quanzensis, Terminalia boivinii, Cussonia zimmermannii e Olea woodiana.

I mangrovieti occupano la parte settentrionale della riserva e ospitano esemplari di Sonneratia alba, Avicennia marina, Xylocarpus granatum, Bruguiera spp., Rhizophora spp. e Ceriops spp..

Altre specie vegetali meritevoli di menzione sono Chrisalidocarpus pembanus e Ensete proboscoideum, entrambe specie endemiche di Pemba, ed inoltre Terminalia catapa, Musa acuminata, Typhanodorun lindleyanum e Philippia mafiensis.

Merita infine un cenno il contingente delle orchidee che annovera Disperis johnstonii, Nervilia bicarinata, Vanilla roscheri, Aerangis spp., Bulbophyllum spp., Eulophia spp..

## Fauna
Fra le specie animali è di particolare rilievo la presenza della volpe volante di Pemba (Pteropus voeltzkowi), un pipistrello frugivoro endemico dell'isola, giunto in passato alla soglia dell'estinzione e presente nel 2008, grazie alle misure di protezione messe in atto, con una popolazione stimata di oltre 20.000 esemplari.

Tra i primati va segnalata la presenza del cercopiteco verde di Pemba (Chlorocebus pygerythrus nesiotes), una sottospecie endemica di cercopiteco verde, e di una piccola popolazione di colobo rosso di Zanzibar (Piliocolobus kirkii), introdotta dall'uomo nei primi anni settanta.

Merita infine un cenno la presenza del cefalofo blu (Cephalophus monticola) e dell'assiolo di Pemba (Otus pembaensis).